# Чемпіонат Європи Superstock 600

Чемпіонат Європи Superstock 600 — клас змагань на мотоциклах чемпіонату світу із шосейно-кільцевих мотоперегонів серії Superbike. У змаганнях допускається участь спортсменів у віці від 15 до 24 років на серійних мотоциклах класу 600cc. В класі діють правила, аналогічні до чемпіонату світу Superstock 1000, проте він проводиться під егідою організації FIM-Europe. Гонки відбуваються лише під час європейських етапів серії WSBK (приблизно половина приблизно половина від загальної кількості), тому клас носить назву чемпіонату Європи, хоча у ньому беруть участь гонщики з усього світу.

## Чемпіони
| Сезон | Залік гонщиків      | Залік гонщиків  | Залік гонщиків              |
| Сезон | Гонщик              | Мотоцикл        | Команда                     |
| ----- | ------------------- | --------------- | --------------------------- |
| 2005  | Клаудіо Корті       | Yamaha YZF-R6   | Team Trasimeno              |
| 2006  | Ксав'є Сімеон       | Suzuki GSX-R600 | Alstare Suzuki Corona Extra |
| 2007  | Максіме Бергер      | Yamaha YZF-R6   | Team Trasimeno              |
| 2008  | Лоріс Баз           | Yamaha YZF-R6   | YZF Yamaha Junior           |
| 2009  | Джино Рі            | Honda CBR600RR  | Ten Kate Honda Racing       |
| 2010  | Джеремі Гуарноні    | Yamaha YZF-R6   | MRS Racing                  |
| 2011  | Джед Метчер         | Yamaha YZF-R6   | MTM-RT Motorsports          |
| 2012  | Майкл ван дер Марк  | Honda CBR600RR  | EAB Ten Kate Junior         |
| 2013  | Франко Морбіделлі   | Kawasaki ZX-6R  | San Carlo Team Italia       |
| 2014  | Марко Фоккані       | Kawasaki ZX-6R  | San Carlo Team Italia       |
| 2015  | Топрак Разгатліоглу | Kawasaki ZX-6R  | Kawasaki Puccetti Racing    |